# Evangelische Kirche (Ziegenhagen)

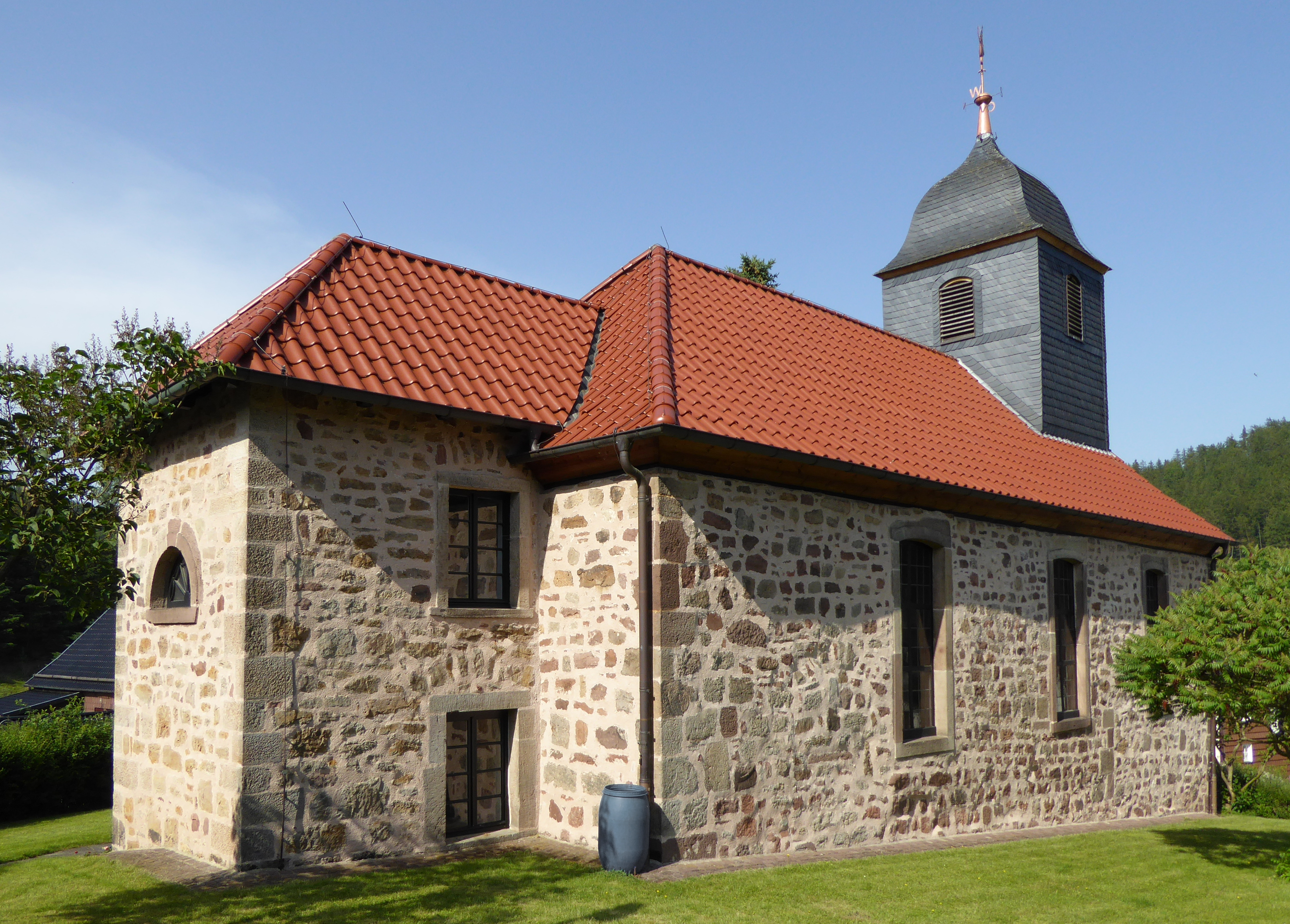
Evangelische Kirche (Ziegenhagen)

Die Evangelische Kirche Ziegenhagen ist ein denkmalgeschütztes Kirchengebäude, das in Ziegenhagen steht, einem Stadtteil von Witzenhausen im Werra-Meißner-Kreis in Hessen. Die Kirchengemeinde gehört zum Kirchenkreis Werra-Meißner im Sprengel Kassel der Evangelischen Kirche von Kurhessen-Waldeck.

## Beschreibung
Bereits 1606 war eine sehr alte Kirche vorhanden. Die heutige Saalkirche aus Bruchsteinen mit einem Kirchenschiff aus drei Jochen und einem eingezogenen ehemaligen Chor im Westen wurde im 18. Jahrhundert umgebaut und geostet. Aus dem Satteldach des Kirchenschiffs, das im Westen abgewalmt ist, erhebt sich im Osten ein quadratischer, schiefergedeckter Dachreiter, hinter dessen Klangarkaden sich der Glockenstuhl mit zwei Kirchenglocken aus Bronze befindet, die 1969 die nach dem Ersten Weltkrieg angeschafften Gussstahlglocken ersetzten. Außerdem beherbergt der Dachreiter die Turmuhr. Darauf sitzt ein geschwungenes Pyramidendach. Die Kanzel steht hinter dem Altar zwischen den beiden Fenstern im Osten. Die Orgel wurde Ende des 18. Jahrhunderts gebaut.